# Анбарська кампанія (2003—2011)
Анбарська кампанія — бойові дії між військовими Сполучених Штатів разом з урядовими силами Іраку та сунітськими повстанцями в західному іракському губернаторстві Аль-Анбар. Війна в Іраку тривала з 2003 по 2011 рік, але більша частина бойових дій і боротьби з повстанцями в Анбарі відбулася з квітня 2004 по вересень 2007 року. Хоча бойові дії спочатку включали важку міську війну в основному між повстанцями та морською піхотою США, у наступні роки повстанці зосередилися на влаштуванні засідок на американські та іракські сили безпеки за допомогою саморобних вибухових пристроїв (СВУ), широкомасштабних атаках на бойові аванпости та вибухах автомобілів. Під час кампанії було вбито майже 9000 іракців і 1335 американців, багато з яких загинули в долині річки Євфрат і в сунітському трикутнику навколо міст Фаллуджа і Рамаді.
Аль-Анбар, єдина провінція Іраку, в якій переважають суніти, під час початкового вторгнення не мала бойових дій. Після падіння Багдада його окупувала 82-а повітряно-десантна дивізія армії США. Насильство почалося 28 квітня 2003 року, коли американські солдати під час антиамериканської демонстрації вбили 17 іракців у Фаллуджі . На початку 2004 року армія США передала командування губернаторством морській піхоті. До квітня 2004 року в губернаторстві почалося повномасштабне повстання. До кінця 2004 року в Фаллуджі та Рамаді точилися жорстокі бої, включаючи Другу битву за Фаллуджу. Ескалація насильства зростала протягом 2005 і 2006 років, коли обидві сторони намагалися захистити долину річки Західний Євфрат. За цей час «Аль-Каїда в Іраку» (AQI) стала головною сунітською повстанською групою губернаторства та перетворила столицю провінції Рамаді на свій оплот. Наприкінці 2006 року Корпус морської піхоти опублікував звіт розвідки, в якому заявлялося, що губернаторство буде втрачено без значного додаткового залучення військ.

## Передумови

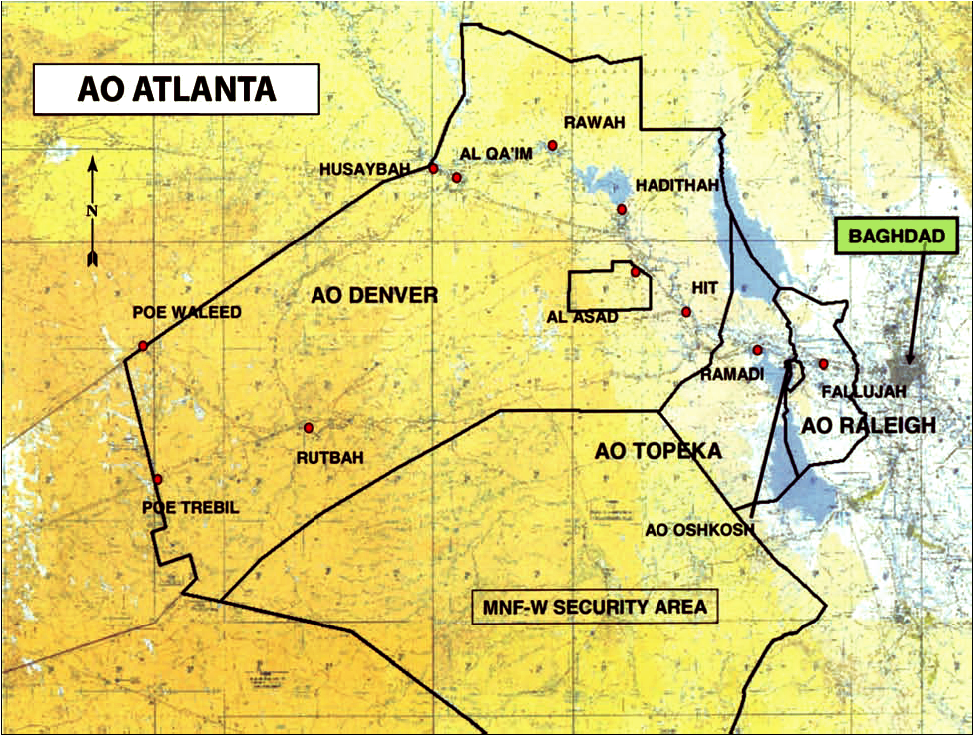
Карта мухафази Аль-Анбар у 2004 році, на якій показано її поділ військовими США

Ель-Анбар є найбільшим і найзахіднішим губернаторством Іраку. Він займає 32 відсотки загальної суші країни, майже 53 208 квадратних миль (137 810 км2), що майже дорівнює Північній Кароліні в Сполучених Штатах і трохи більше, ніж Греція. Географічно він ізольований від більшої частини Іраку, але до нього легко дістатися з Саудівської Аравії, Йорданії та Сирії. Річка Євфрат, озеро Хаббанія та штучно створене озеро Кадісія є його найважливішими географічними об’єктами. За межами району Євфрату місцевість переважно пустельна, що включає східну частину Сирійської пустелі.. Температура коливається від 115 °F (46 °C) у липні та серпні нижче 50 °F (10 °C) з листопада по березень. Губернаторству бракує значних природних ресурсів, і багато жителів скористалися системою патронату уряду баасистів, що фінансується за рахунок нафтових доходів з інших частин країни.

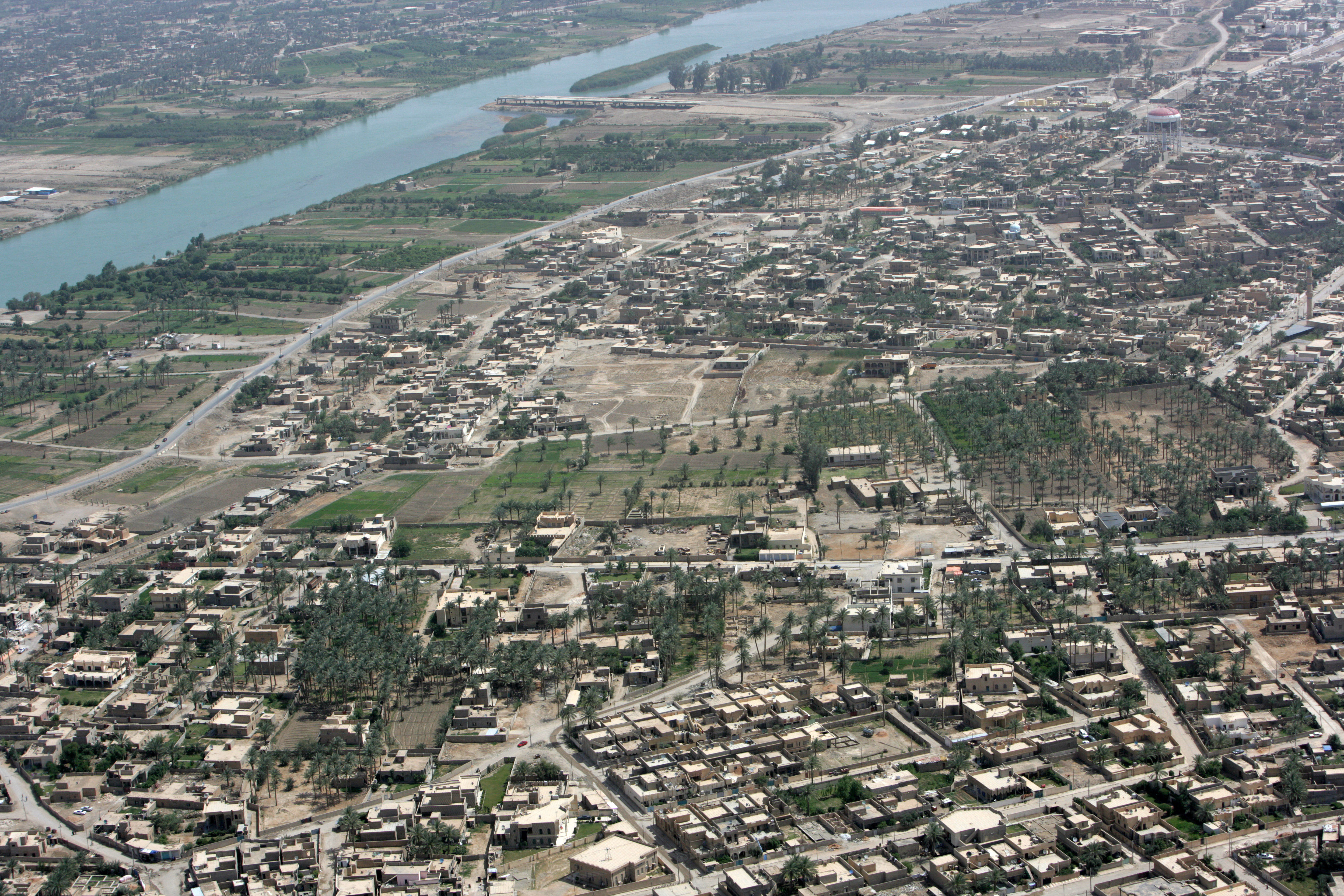
Аерофотознімок міських районів навколо Рамаді та річки Єфрат, де проживала більшість населення губернаторства Анбар

Умови в Анбарі особливо сприяли повстанню. Провінція була переважно сунітською, релігійною меншістю, яка втратила свою владу та вплив в Іраку після Саддама Хусейна. Хусейн також був дуже популярний у провінції більше, ніж будь-де в країні. Багато хто не воював під час вторгнення (що дозволяло їм стверджувати, що вони не зазнали поразки) і «все ще хотіли відбити це», за словами журналіста Тома Рікса. Військова служба була обов'язковою в Іраку Саддама, а район Амірії містив значну частину іракської збройової промисловості. Відразу після падіння Саддама повстанці та інші пограбували багато з 96 відомих місць зберігання боєприпасів, а також місцеві склади зброї та зброї. Ця зброя використовувалася для озброєння повстанців в Анбарі та інших місцях. Хоча лише невелика меншість сунітів спочатку були повстанцями, багато хто їх підтримував або терпіло. Симпатичні баасисти та колишні чиновники Саддама в сирійському вигнанні надавали повстанським групам гроші, притулок та іноземних бійців. Майбутній лідер «Аль-Каїди» в Іраку Абу Мусаб аз-Заркаві провів частину 2002 року в центральному Іраку, включаючи провінцію Анбар, готуючись до опору. За кілька місяців після вторгнення губернаторство стало притулком для борців проти окупації.

## 2003 рік

### Вторгнення
Під час першого вторгнення до Іраку Анбар зазнав відносно невеликих боїв, оскільки головний наступ США був спрямований через шиїтські райони південно-східного Іраку, від Кувейту до Багдада. У 2002 році була призначена піхотна дивізія для забезпечення безпеки Анбара під час вторгнення. Проте на початку 2003 року Пентагон вирішив застосувати до провінції «економію сил». Першими силами коаліції, які увійшли в Аль-Анбар, були американські та австралійські спецнази, які захопили життєво важливі об'єкти, такі як авіабаза Аль-Асад і дамба Хадіта, і запобігли запуску ракет "Скад" по Ізраїлю. Хоча загалом бойових дій було мало, найбільш суттєве зіткнення відбулося, коли підрозділи американського 3-го батальйону 75-го полку рейнджерів захопили дамбу Хадіта 31 березня 2003 року. Оточені більшою кількістю іракських сил, рейнджери утримували дамбу, поки не звільнилися через вісім днів. Під час облоги вони знищили двадцять дев'ять іракських танків і вбили приблизно від 300 до 400 іракських солдатів. Троє рейнджерів були нагороджені Срібною Зіркою за цю дію. Крім того, четверо інших рейнджерів загинули, коли на їхній контрольно-пропускний пункт біля Хадіти напав терорист-смертник.

### Початок повстання
Незабаром після падіння Багдада армія США передала губернаторство Анбар одному полку, 3-му бронекавалерійському полку (ACR). Маючи лише кілька тисяч солдатів, ця сила не мала надії ефективно контролювати Анбар.
Безпосереднім каталізатором насильницької діяльності в районі Фаллуджі стало те, що багато іракців та іноземні журналісти назвали «різаниною» у Фаллуджі. Увечері 28 квітня 2003 року, в день народження Саддама Хусейна, натовп із близько ста чоловіків, жінок і дітей влаштував антиамериканські протести біля військового посту США у Фаллуджі. Іракці стверджували, що вони були неозброєні, тоді як армія заявила, що деякі особи мали при собі АК-47 і стріляли з них. Солдати 82-го повітряно-десантного десанту, які стояли на шкільному посту, відкрили вогонь по натовпу, убивши принаймні дванадцять і поранивши десятки інших. Армія ніколи не вибачалася за вбивства і не виплачувала компенсації. Протягом кількох тижнів після цього проамериканський мер міста закликав американців покинути місто.

### Червень–жовтень 2003 року

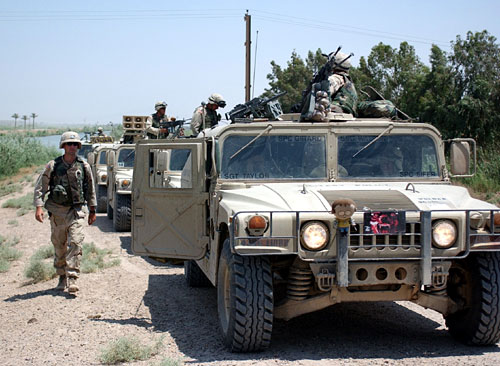
Американські солдати зі 115-ї роти військової поліції, що діють поблизу Фаллуджі в червні 2003 року. Солдати використовують HMMWV без броні.

Після розпуску іракської армії активність повстанців зросла, особливо у Фаллуджі. Спочатку групи збройного опору можна було охарактеризувати або як сунітських націоналістів, які хотіли повернути партію Баас із Саддамом Хусейном, або як борців проти Саддама. Першим головним лідером повстанців в Анбарі був Хаміс Сірхан аль-Мухаммад, регіональний голова партії Баас у губернаторстві Кербела, який спочатку був № 54 у списку найбільш розшукуваних іракців США. За словами американських військових, Хаміс отримував фінансування та накази безпосередньо від Саддама, який тоді ще був утікачем.
У червні американські війська провели операцію «Пустельний скорпіон», здебільшого невдалу спробу викорінити повстання, що набирає обертів. Окремий успіх стався біля Рава, де 12 червня американські солдати загнали в кут і вбили понад 70 бойовиків і захопили великий склад зброї.

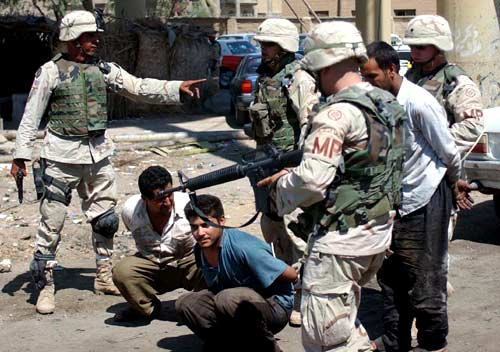
Американські солдати зі 115 роти військової поліції обшукують іракців на контрольно-пропускному пункті в Фаллуджі, липень 2003 року.

## 2004 рік
На початку 2004 року генерал Рікардо Санчес, голова Багатонаціональних сил Іраку (MNF–I), заявив, що США «досягнули значного прогресу в провінції Анбар».  Однак коштів CPA для губернаторства було недостатньо. Командиру бригади у Фаллуджі виділяли лише 200 000 доларів на місяць, тоді як він підрахував, що відновлення роботи міських заводів, на яких працювали десятки тисяч робітників, коштуватиме щонайменше 25 мільйонів доларів.   До лютого напади повстанців стрімко збільшувалися. 12 лютого на командувача Центрального командування США (CENTCOM) генерала Джона П. Абізаїда та генерал-майора Чака Суоннека, командира 82-го ВДВ, було вчинено напад під час їхнього руху через Фаллуджу.   14 лютого під час інциденту, який отримав назву «різанина в День Святого Валентина», повстанці захопили поліцейську дільницю в центрі Фаллуджі, убивши від 23 до 25 поліцейських і звільнивши 75 в'язнів. Наступного дня американці звільнили начальника поліції Фаллуджі за відмову носити форму та заарештували мера.   У березні Кейт Майнс писав, що «у всій провінції Аль-Анбар немає жодного належним чином навченого та екіпірованого офіцера безпеки Іраку». Він додав, що безпека повністю залежить від американських солдатів, але ті самі солдати розпалювали сунітських націоналістів.  Того ж місяця генерал Суоннак провів брифінг в Анбарі, де він говорив про покращення безпеки, оголосив, що повстання там майже завершено, і дійшов висновку, що «майбутнє для Аль-Анбара в Іраку залишається дуже світлим». 

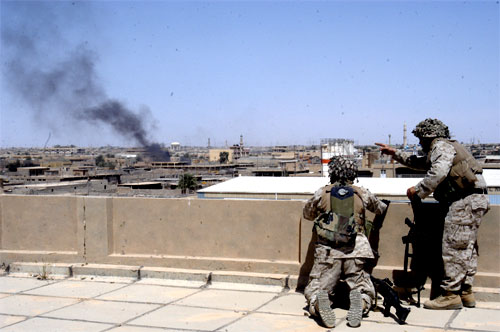
Морська піхота з 1-го батальйону 5-ї морської піхоти під час першої битви за Фаллуджу

## 2005 рік
Після Другої битви за Фаллуджу морські піхотинці зіткнулися з трьома основними завданнями: надання гуманітарної допомоги сотням тисяч біженців, які поверталися до міста, відвоювання численних селищ і міст, які вони покинули вздовж Євфрату напередодні битви, та забезпечення безпеки під час парламентських виборів в Іраку, призначених на 30 січня. За словами високопосадовців морської піхоти, вибори були спрямовані на те, щоб допомогти надати виборчі права іракському уряду шляхом залучення громадян Іраку до його формування. Лише 3775 виборців (2 відсотки населення, яке має право голосу) проголосували в провінції Анбар через бойкот сунітів. Одночасні вибори до провінційної ради виграла Іракська ісламська партія, яка страждала від уявної нестачі легітимності, але, незважаючи на це, домінувала в законодавчому органі Анбара до 2009 року.

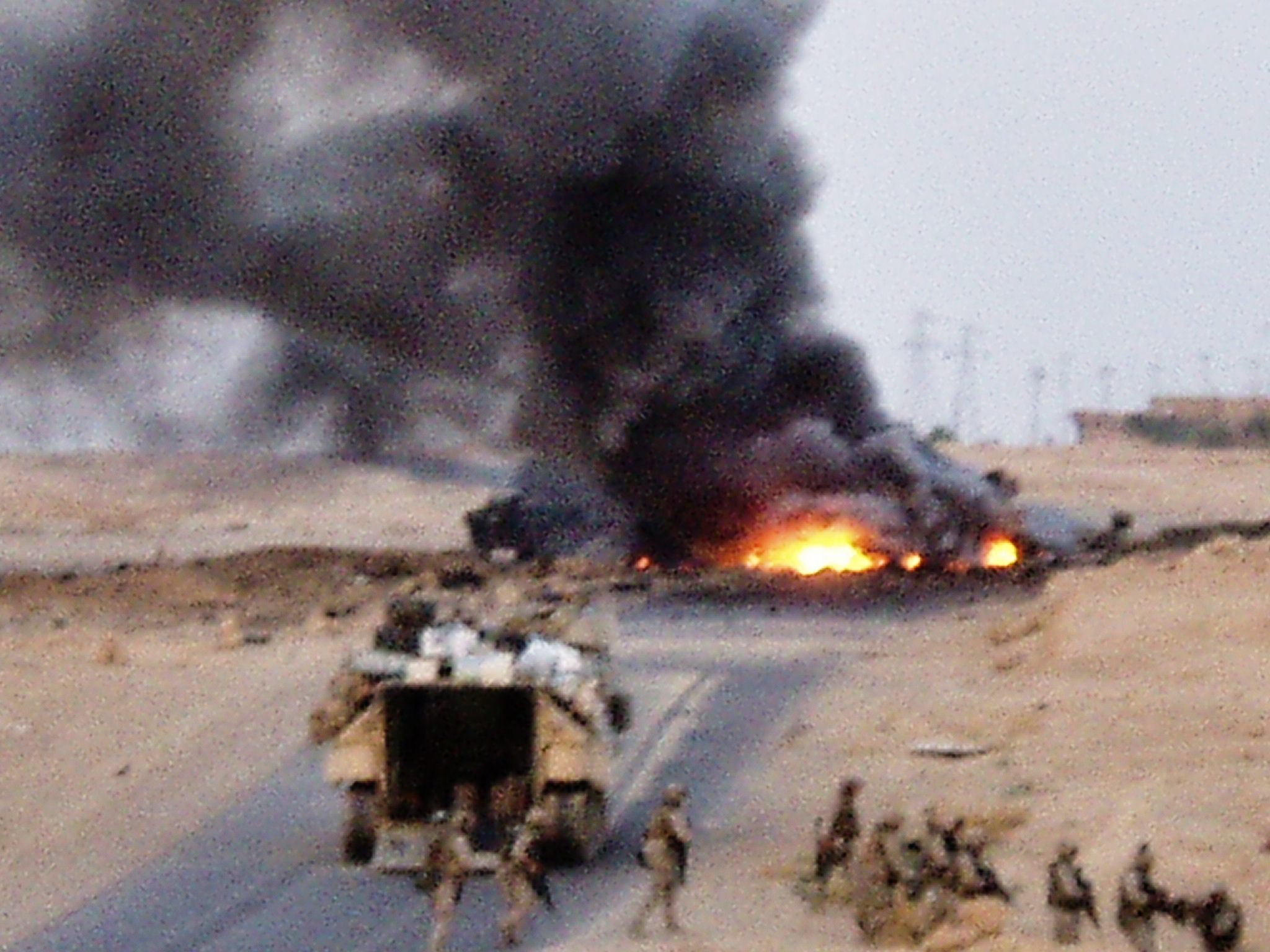
Наслідки нападу СВУ за межами Хадіти в серпні 2005 року під час операції "Швидкий удар", у результаті якої загинуло чотирнадцять морських піхотинців з 3-го батальйону 25-ї морської піхоти.

## 2006 рік

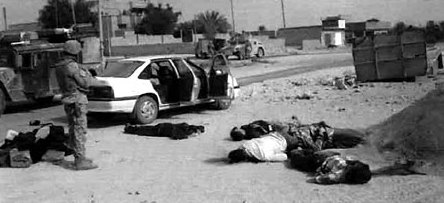
Знімок зроблений на місці вбивства Хадіти, зображено кількох мертвих іракців, убитих членами роти Кіло 3-го батальйону 1-го морської піхоти.

У травні 2006 року Корпус морської піхоти був сколихнутий твердженнями про те, що загін 3-го батальйону 1-ї морської піхоти в листопаді минулого року «бушував», убивши 24 неозброєних іракських чоловіків, жінок і дітей у Хадіті. Інцидент стався 19 листопада 2005 року після мінної атаки на конвой, у результаті якої загинув старший капрал Мігель Террасас. Загін морських піхотинців на чолі зі штаб-сержантом Френком Вутеріхом їхав у конвої та негайно взяв під свій контроль місце події. Після мінної атаки морські піхотинці зупинили білий седан Opel, у якому перевозили п'ятьох іракців, і застрелили їх після того, як вони спробували втекти, перш ніж командир взводу прибув і взяв на себе керівництво. Морські піхотинці кажуть, що потім їх обстріляли з сусіднього будинку, і людям Вутериха наказали «захопити будинок». Очевидці як іракці, так і морські піхотинці пізніше погодилися, що загін Вуттеріха очистив будинок (і кілька прилеглих), кинувши всередину гранати, а потім увійшовши в будинки та розстрілявши мешканців. Вони розійшлися в думках щодо того, чи були вбивства дозволені правилами ведення бойових дій. Морські піхотинці стверджували, що будинки були «оголошені ворожими» і що підготовка диктувала «всі люди у ворожому будинку повинні бути розстріляні». Іракці стверджували, що морські піхотинці навмисно цілили мирних жителів. Окрім п’ятьох іракців, убитих седаном, загін Вуттеріха вбив ще дев’ятнадцять чоловіків, жінок і дітей, коли вони очищали будинки.

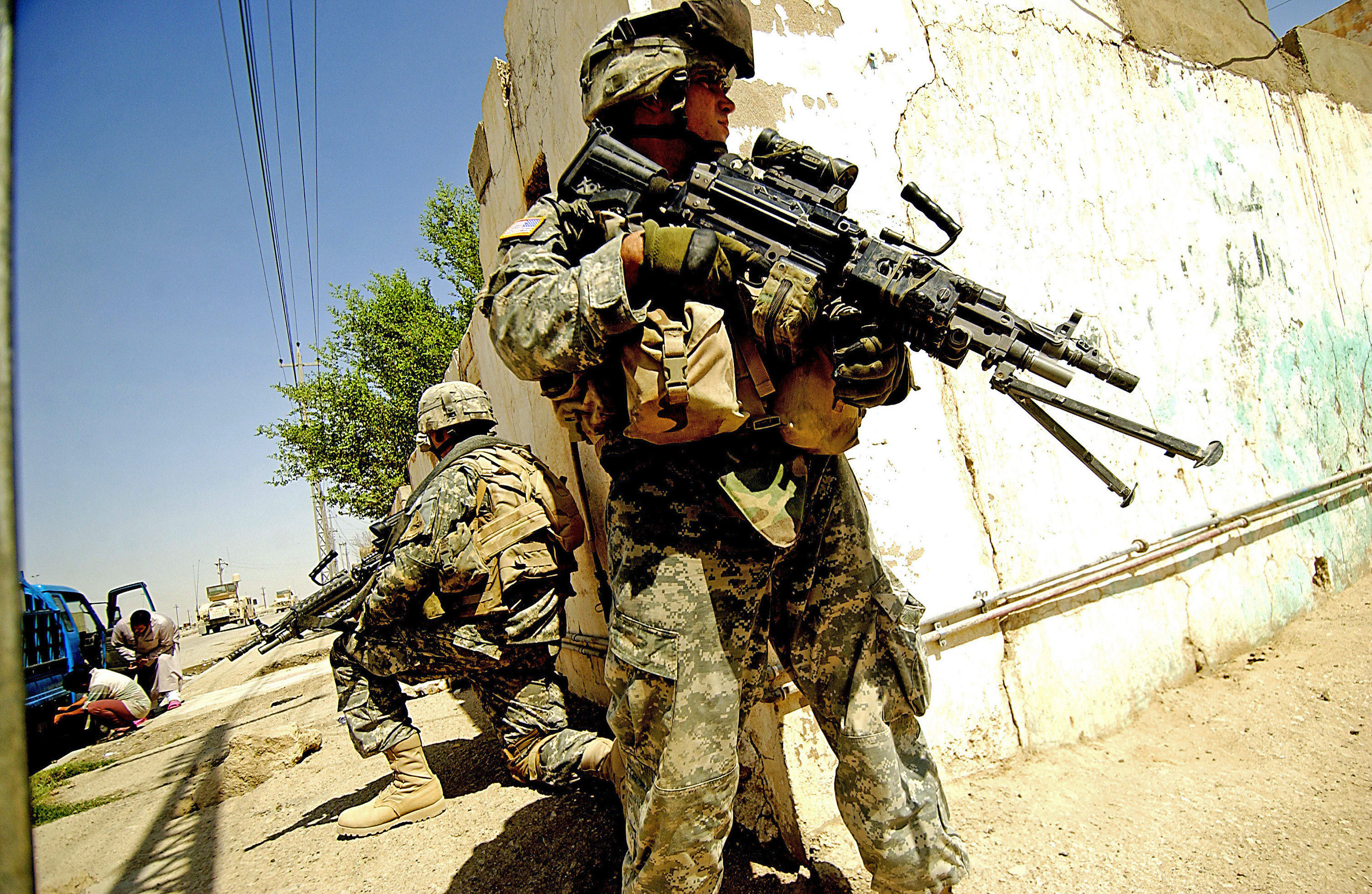
Солдати США з 6-го піхотного полку займають позиції на розі вулиці під час пішого патрулювання в Рамаді, серпень 2006 р.

### Операція Аль Маджид
Незважаючи на те, що Пробудження прогресувало, Анбар продовжував розглядатися як програна справа. У середині серпня полковник Пітер Девлін, начальник розвідки Корпусу морської піхоти в Іраку, провів особливо відвертий брифінг щодо ситуації в Анбарі для генерала Пітера Пейса, голови Об’єднаного комітету начальників штабів. Девлін сказав Пейсу, що США не можуть військовою перемогою AQI в Анбарі, оскільки «AQI стала невід’ємною частиною соціальної тканини західного Іраку». Він додав, що AQI «ліквідував, підпорядкував, маргіналізував або кооптував» усіх інших сунітських повстанців, племен або державних установ у провінції. Девлін вважав, що єдиний спосіб відновити контроль над провінцією — розгорнути додаткову дивізію в Анбарі разом із мільярдами доларів допомоги або створити «значні та законно затверджені воєнізовані сили». Він дійшов висновку, що все, чого досягли морські піхотинці, це запобігти тому, щоб усе було «набагато гірше». На початку вересня звіт полковника Девліна просочився до The Washington Post . Командувач MEF генерал-майор Річард Зілмер відповів на запити преси щодо заяви про втрату губернаторства Анбар. Зілмер сказав, що погоджується з такою оцінкою, але додав, що його місія полягала лише в навчанні іракських сил безпеки. Він додав, що якби його попросили досягти ширшої мети, йому знадобилося б більше сил, але відправка більшої кількості американців в Анбар не заспокоїть провінцію — що єдиний шлях до перемоги — це прийняття сунітами уряду Іраку.

## 2007 рік
23 січня 2007 року президент Буш оголосив про плани розгорнути понад 20 000 додаткових солдатів і морських піхотинців до Іраку, що стало відомим як «Сплеск». Чотири тисячі було спеціально призначено для Анбара, який, за визнанням Буша, став як притулком AQI, так і центром опору AQI. Замість розгортання нових підрозділів Корпус морської піхоти вирішив продовжити дислокацію кількох підрозділів, які вже були в Анбарі: 1-го батальйону 6-ї морської піхоти, 3-го батальйону 4-ї морської піхоти та 15-го експедиційного підрозділу морської піхоти (MEU). Пізніше 15-й MEU буде замінений на 13-й MEU як останню одиницю імпульсу.

### MRAPи

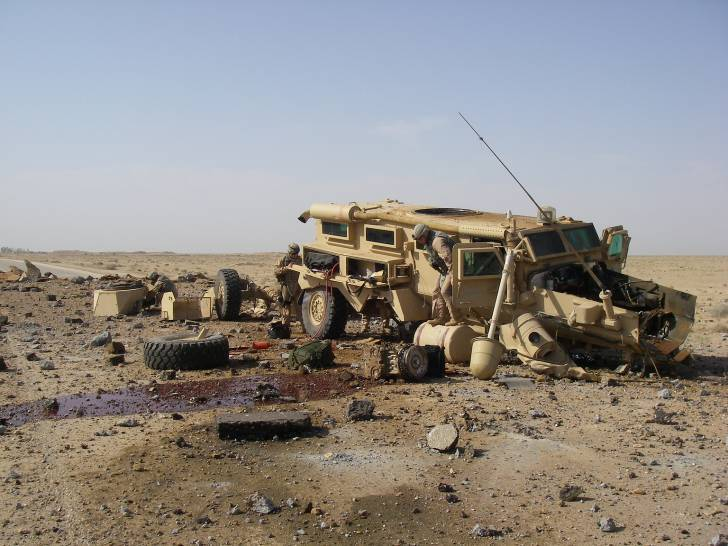
Цей MRAP був вражений (140–230 кг) міною в губернаторстві Ель-Анбар у 2007 році. Усі члени екіпажу під час вибуху вижили.

На початку четвертого року проведення кампанії в Аль-Анбарі Корпус морської піхоти здобув велику перемогу, прийнявши на озброєння транспортний засіб, спочатку розроблений у 1970-х роках, щоб протистояти мінним атакам: протимінно-захисний автомобіль із засідкою (MRAP). Ще в 2004 році Корпус морської піхоти визнав, що йому потрібна заміна для своїх броньованих Humvee. Кілька Cougar MRAP, які спочатку були застосовані, дали вражаючі результати. У 2004 році морські піхотинці повідомили, що жоден військовий не загинув під час понад 300 мінних атак на Cougars. У квітні 2007 року генерал Конвей підрахував, що широке використання MRAP може зменшити жертви від мін в Анбарі на 80 відсотків. Тепер командуючий Корпусом морської піхоти, він попросив додатково 3000 MRAP для Анбара та сказав Об’єднаному комітету начальників штабів, що він хоче вимагати, щоб кожен морський піхотинець, який подорожує за межами баз, їхав на одному. У квітні заступник командувача MEF заявив, що під час 300 атак на MRAP в Анбарі з січня 2006 року жоден морський піхотинець не загинув. 8 травня 2007 року міністр оборони Роберт Гейтс заявив, що придбання MRAP є найвищим пріоритетом Міністерства оборони, і виділив на них 1,1 мільярда доларів США.  Протягом 2007 року Корпус морської піхоти придбав і поставив на озброєння велику кількість MRAP. Того жовтня генерал Конвей назвав MRAP «золотим стандартом» захисту сил. Кількість смертей від мінних атак різко впала, і в червні 2008 року USA Today повідомила, що кількість вибухів на дорогах і кількість смертельних випадків в Іраку скоротилася майже на 90 відсотків, частково завдяки MRAP.

## 2008–2011 роки

### Перехід
Починаючи з лютого 2008 року, війська США почали повертати політичний і військовий контроль над Анбаром іракцям. 14 лютого 1-й батальйон 7-ї морської піхоти вийшов з Хіта. Через два дні американські та іракські сили провели спільну вертолітну операцію, яка мала на меті продемонструвати іракські сили безпеки. Більш важливо те, що наприкінці березня обидві дивізії іракської армії в губернаторстві Анбар, 1- ша та 7-ма дивізії, були відправлені на південь для участі в битві за Басру. Їхня участь допомогла виграти битву для урядових сил і продемонструвала значні вдосконалення іракської армії. 26 березня 2008 року ескадрилья B британського SAS у складі оперативної групи Knight мала вранці вразити будинок вибухівників терористів. Після того, як спробували викликати його, але не отримали відповіді, вони увірвалися в будинок, отримавши град вогню, в результаті якого четверо чоловіків отримали поранення, а терорист з іншої будівлі приєднався до перестрілки. За підтримки вертольотів вони продовжували переслідувати свої цілі в інший будинок, у якому заручниками були використані цивільні особи, яких випадково вбили разом з терористами. Один оператор SAS загинув.
Раніше в січні лідер AQI Айюб аль-Масрі наказав своїм бійцям в Анбарі «відійти від масових невибіркових вбивств» і «переорієнтувати атаки на американські війська, сунітів, які тісно співпрацюють із силами США, та інфраструктуру Іраку». AQI також наказала своїм бійцям уникати націлювання на сунітських племен і навіть запропонувала амністію лідерам племен Пробудження.  19 квітня аль-Масрі закликав до місячного наступу проти американських та іракських військ. В Анбарі цей наступ, можливо, розпочався чотирма днями раніше, 15 квітня, коли 18 людей (включно з п’ятьма іракськими поліцейськими) загинули під час двох терактів смертників поблизу Рамаді. 22 квітня терорист-смертник в'їхав на своєму автомобілі в контрольно-пропускний пункт у Рамаді, де перебували понад 50 морських піхотинців та іракська поліція. Двоє морських піхотинців вступили в бій з водієм, який рано підірвав бомбу, убивши охоронців і поранивши 26 іракців. Обидва морські піхотинці були посмертно нагороджені Військово-Морським Хрестом. 8 травня група повстанців перетнула сирійський кордон поблизу Аль-Каїма та вбила 11 іракських поліцейських і військових. Того ж дня четверо морських піхотинців загинули в результаті вибуху на узбіччі дороги в Лахібі, фермерському селі на схід від Карми. 16 травня смертник напав на поліцейську дільницю Фаллуджі, убивши чотирьох і поранивши дев'ятьох..

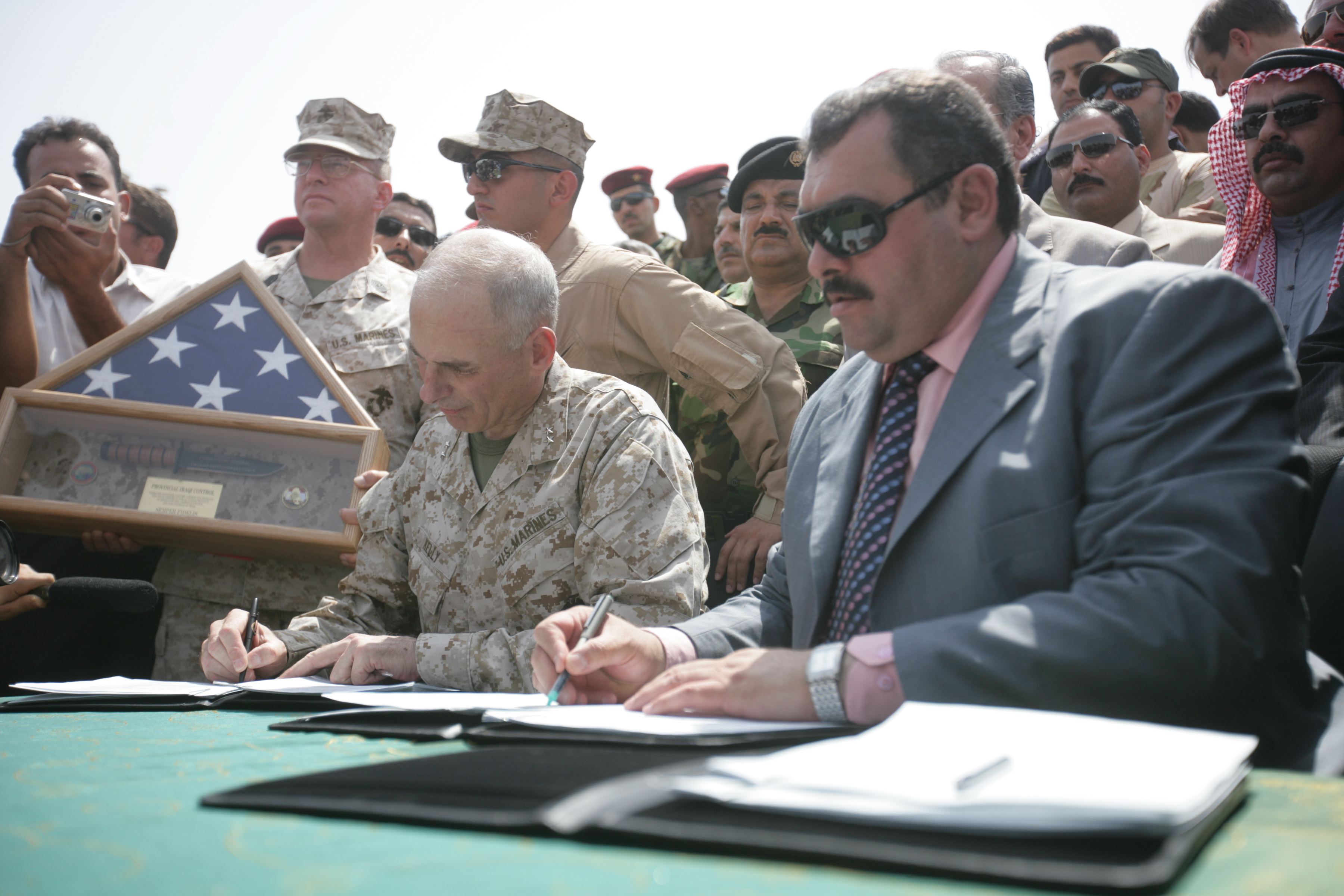
Майор Генерал Джон Ф. Келлі та губернатор Маамун Самі Рашид аль-Альвані підписують документи про контроль над провінцією Іраку 1 вересня 2008 року.

## Порушення прав людини
Обидві сторони порушували права людини в провінції Анбар, часто залучаючи цивільних осіб, які опинилися в центрі конфлікту. Наприкінці 2005 року зловживання стали настільки поширеними, що один американський офіцер безтурботно згадав про «виявлення ... 20 тіл тут, 20 тіл там», а голова MNF-W назвав їх «вартістю ведення бізнесу». Під час операції «Сталева завіса» повстанці вривалися в будинки людей і тримали їх у заручниках, ведучи перестрілки з американськими військами, які часто руйнували будинки. Одна сунітська іракська родина розповіла, як у 2006 році вони втекли від релігійного насильства в Багдаді до Хіт. Під час свого річного перебування в Хіті вони спостерігали, як бійці AQI викрали чоловіка за те, що він відповів їм; згодом бійці викинули тіло чоловіка біля порогу. Сім'я також спостерігала, як американський патруль натрапив на міні перед їхнім будинком, і хвилювалася, що американці вчинять репресивні вбивства сім'ї. Іракський шейх розповів про те, як його випадково застрелили і заарештували американці та кинули у в'язницю Абу-Грайб, де його катували. Після звільнення він став мішенню повстанців у Фаллуджі, які вважали його американським шпигуном.

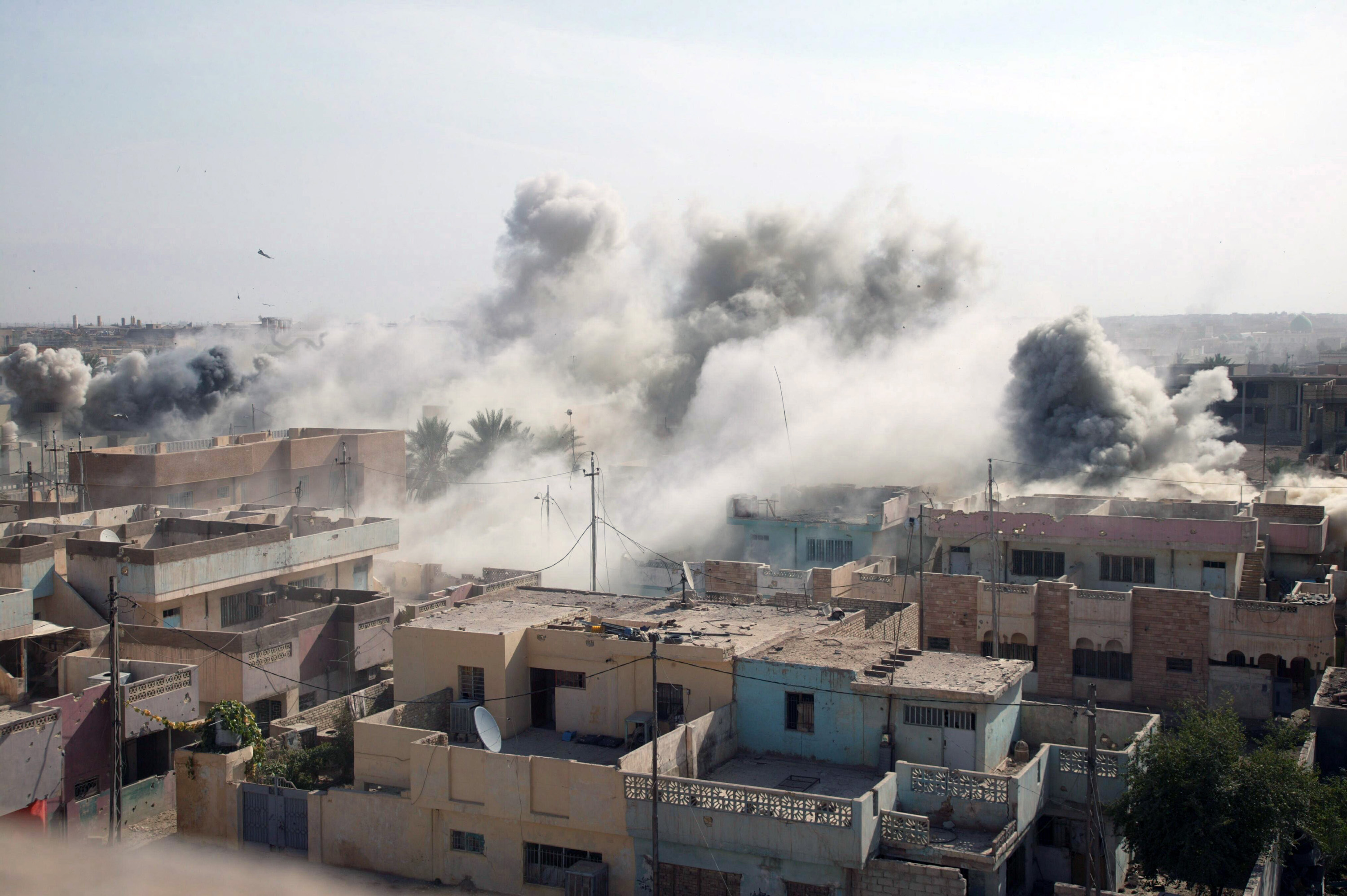
Наслідки авіаудару під час другої битви за Фаллуджу. 1700 іракців загинули в результаті авіаударів США в провінції Анбар.